# Petrônio Portella

Petrônio Portella Nunes (Valença do Piauí, 12 de septiembre de 1925 — Brasília, 6 de enero de 1980) fue un abogado y político brasileño.
Fue gobernador de Piauí (1963-1966). Posteriormente, desde su cargo en el Senado (1967-1979), tuvo una actuación destacada en el marco de la distensión política emprendida por los presidentes Ernesto Geisel y João Baptista Figueiredo. También fue Ministro de Justicia de este último (1979-1980).